# Albert Heine
Albert Heine (Brunswick, 16 novembre 1867 – Westerland, 13 aprile 1949) è stato un attore e regista tedesco teatrale e cinematografico. Dal 1918 al 1921, fu direttore del Wiener Burgtheater.

## Biografia
Figlio di un fabbro, nacque e crebbe a Brunswick dove si diplomò al Martino-Katharineum Braunschweig. Dopo un tirocinio commerciale, entrò come volontario al Teatro Reale di Berlino nel 1891. Lavorò quindi al Burgtheater dove, nel 1910, passò anche alla regia. Alla caduta della monarchia asburgica, prese le redini del teatro diventandone direttore. La sua gestione dovette fare i conti con una situazione politica ed economica - quella del dopoguerra - molto turbolenta. Heine tentò di conservare, nell'ambito teatrale, una continuità artistica con quello che era stato l'Hoftheater (il teatro di corte) e che adesso era diventato solo il Burgtheater. Fu lui che ingaggiò Raoul Aslan e che aprì ai drammi contemporanei di Anton Wildgans (con la prima del suo Dies irae), di Carl Sternheim e di Henrik Ibsen. Heine fu anche un pioniere della scenografia espressionista.
Nel 1921, rassegnò le dimissioni da direttore, preferendo ritornare alla recitazione e alla regia. Decisiva per le sue dimissioni, una questione legata alla presenza di Max Reinhardt e al difficile momento economico del teatro.
All'epoca, cominciò a lavorare anche per il cinema. Nel 1922, diresse due film; nel 1923, iniziò una breve carriera di attore cinematografico che contò una decina di titoli e che si chiuse nel 1936.
Heine, che dal 1914 al 1937 insegnò all'Accademia di Musica e di Arte Drammatica di Vienna, nel 1936 divenne membro onorario del Burgtheater.

## Filmografia
La filmografia è completa. Quando manca il nome del regista, questo non viene riportato nei titoli

### Attore
- Der Türmer von St. Stephen (1923)
- Das verbotene Land, regia di Friedrich Fehér (1924)
- Pension Groonen, regia di Robert Wiene (1925)
- Der Fluch, regia di Robert Land (1925)
- Die Brandstifter Europas, regia di Max Neufeld (1926)
- Der Monte Christo von Prag, regia di Hans-Otto Löwenstein (1929)
- Spiel um den Mann, regia di Robert Land (1929)
- La figlia del reggimento (Die Tochter des Regiments o Die Regimentstochter), regia di Carl Lamac (1933)
- Hermine und die sieben Aufrechten, regia di Frank Wisbar (1935)
- La doppia vita di Elena Gall (Schatten der Vergangenheit), regia di Werner Hochbaum (1936)

### Regista
- Don Juan, co-regia Robert Land (1922)
- Der hinkende Teufel (1922)